# Nephi
Nephi és una població dels Estats Units a l'estat de Utah. Segons el cens del 2000 tenia 4.733 habitants.

## Demografia
Segons el cens del 2000, Nephi tenia 4.733 habitants, 1.430 habitatges, i 1.149 famílies. La densitat de població era de 438,2 habitants per km².
Dels 1.430 habitatges en un 50,1% hi vivien nens de menys de 18 anys, en un 71,1% hi vivien parelles casades, en un 6,2% dones solteres, i en un 19,6% no eren unitats familiars. En el 18,3% dels habitatges hi vivien persones soles el 9,6% de les quals corresponia a persones de 65 anys o més que vivien soles. El nombre mitjà de persones vivint en cada habitatge era de 3,24 i el nombre mitjà de persones que vivien en cada família era de 3,72.
Per edats la població es repartia de la següent manera: un 37,8% tenia menys de 18 anys, un 9% entre 18 i 24, un 25,4% entre 25 i 44, un 16,9% de 45 a 60 i un 10,9% 65 anys o més.
L'edat mediana era de 28 anys. Per cada 100 dones de 18 o més anys hi havia 96 homes.
La renda mediana per habitatge era de 38.918 $ i la renda mediana per família de 43.327 $. Els homes tenien una renda mediana de 34.792 $ mentre que les dones 21.027 $. La renda per capita de la població era de 13.154 $. Entorn del 7,5% de les famílies i el 10% de la població estaven per davall del llindar de pobresa.

## Poblacions més properes
El següent diagrama mostra les poblacions més properes.